# Profound Mysteries
Profound Mysteries è il sesto album in studio del duo di musica elettronica norvegese Röyksopp, pubblicato nel 2022.

## Tracce
1. (Nothing But) Ashes… – 1:52
2. The Ladder – 5:53
3. Impossible – 6:27
4. This Time, This Place… – 7:44
5. How the Flowers Grow – 5:43
6. If You Want Me – 5:39
7. There, Beyond the Trees – 6:22
8. Breathe – 4:36
9. The Mourning Sun – 6:09
10. Press «R» – 0:52

## Formazione
- Svein Berge
- Torbjørn Brundtland

## Classifiche
| Classifica (2022) | Posizione raggiunta |
| ----------------- | ------------------- |
| Regno Unito       | 80                  |

## Profound Mysteries Remixes
Profound Mysteries Remixes è un album di remix uscito l'8 luglio 2022.

### Tracce
1. Impossible - &Me Remix – 9:15 – &Me
2. How the Flowers Grow - Rodriguez Jr. Remix – 5:38 – Rodriguez Jr.
3. This Time, This Place… - Township Rebellion Remix – 8:05 – Township Rebellion
4. This Time, This Place… - Henry Saiz Darktrip Remix – 7:57 – Henry Saiz
5. This Time, This Place… - Henry Saiz Downtempo Egodeath Version – 8:14 – Henry Saiz
6. This Time, This Place… - Henry Saiz Remix – 7:02 – Henry Saiz
7. Breathe - Röyksopp Remix – 7:25 – Röyksopp